# Palladuc
Palladuc település Franciaországban, Puy-de-Dôme megyében. Lakosainak száma 520 fő (2022. január 1.). Palladuc Lavoine, Celles-sur-Durolle, La Monnerie-le-Montel, Saint-Rémy-sur-Durolle és Saint-Victor-Montvianeix községekkel határos.

## Népesség
A település népességének változása:
| Lakosok száma | 562  | 549  | 565  | 549  | 541  | 532  | 524  | 522  | 520  |
|               | 2013 | 2015 | 2016 | 2017 | 2018 | 2019 | 2020 | 2021 | 2022 |